# Hyalocalyx setiferus
Hyalocalyx setiferus är en passionsblomsväxtart som beskrevs av Robert Allen Rolfe. Hyalocalyx setiferus ingår i släktet Hyalocalyx och familjen passionsblomsväxter. Inga underarter finns listade i Catalogue of Life.